# Wildgerlostal
Wildgerlostal är en dal i Österrike.   Den ligger i förbundslandet Salzburg, i den centrala delen av landet, 300 km väster om huvudstaden Wien.
Trakten runt Wildgerlostal består i huvudsak av gräsmarker. Runt Wildgerlostal är det ganska glesbefolkat, med 34 invånare per kvadratkilometer.